# Kolja Kubíček
Kolja Kubíček (9. srpna 1945 Praha – 11. prosince 2014 Praha) byl český advokát. Měl společnou advokátní kancelář s Klárou Slámovou.

## Život
Měl česko-německé kořeny. Dědeček z otcovy strany byl německý komunistický novinář, který byl po německé okupaci roku 1939 zatčen a v důsledku vězení roku 1943 zemřel, stejný osud měl ale i jeho český dědeček z matčiny strany, jenž byl zatčen rok poté. Kubíček po absolvování střední školy nastoupil k Veřejné bezpečnosti a během zaměstnání studoval na pražské právnické fakultě. V roce 1969 byl ale kvůli účasti v demonstracích proti srpnové okupaci ze služby propuštěn a zároveň vyloučen z fakulty, o rok později byl navíc podmíněně odsouzen za pomoc katolickému knězi. Živil se jako domovník, uklízeč a řidič záchranné služby, roku 1980 emigroval do Německa.
Po sametové revoluci se vrátil, byl rehabilitován a po dokončení právnických studií vstoupil do advokacie. I přes svůj osud obhajoval Karla Hoffmanna, který byl nakonec odsouzen za napomáhání sovětským okupačním vojskům, stejně jako komunistické funkcionáře Milouše Jakeše a Jozefa Lenárta. Poměrně známým se stal dlouhodobou obhajobou Jiřího Kajínka, odsouzeného na doživotí za vícenásobnou vraždu. Kromě toho hájil např. komunistického vězeňského dozorce Josefa Vondrušku, který byl obviněn za bití politických vězňů, nebo Davida Dukea, předáka jedné z odnoží americké organizace Ku-klux-klan, a několikrát obhajoval i české pravicové extremisty. Naproti tomu zastupoval matku Tibora Danihela, oběti protiromského pogromu v Písku, nebo v roce 2007 vyvolal pozornost tím, když podal trestní oznámení na tehdejšího premiéra Topolánka kvůli údajnému propagování nacismu. Kvůli případu z roku 1995, kdy měl jako advokát pachatelů loupežného přepadení vydírat jejich oběť, aby změnila výpověď, byl obviněn a nakonec v roce 2006, po dvojím zproštění viny soudem prvního stupně, jehož rozsudky odvolací soud vždy zrušil, odsouzen k podmíněnému trestu. Advokátní komora jej ale ze seznamu advokátů nevyškrtla a mohl tak i nadále zůstat advokátem.
Byl katolíkem, za svého působení v Německu vstoupil do CDU a Sudetoněmeckého landsmanšaftu. Pozici českého státu vždy viděl na západě, po pádu komunistického režimu podporoval restituce a také se u Ústavního soudu neúspěšně snažil o zrušení Benešových dekretů.
Byl členem Sdružení pro republiku – Republikánské strany Československa (jednu dobu také místopředsedou strany), za níž v roce 1998 kandidoval do Poslanecké sněmovny.